# Lasioglossum palapyense
Lasioglossum palapyense är en biart som först beskrevs av Cockerell 1942.  Lasioglossum palapyense ingår i släktet smalbin, och familjen vägbin. Inga underarter finns listade i Catalogue of Life.